# Pseudaneitea schauinslandi
Pseudaneitea schauinslandi es una especie de molusco gasterópodo de la familia Athoracophoridae. 

## Distribución geográfica
Se encuentra en la  Isla de Stephens en Nueva Zelanda, y Marlborough Sounds.